# Kat (vesting)

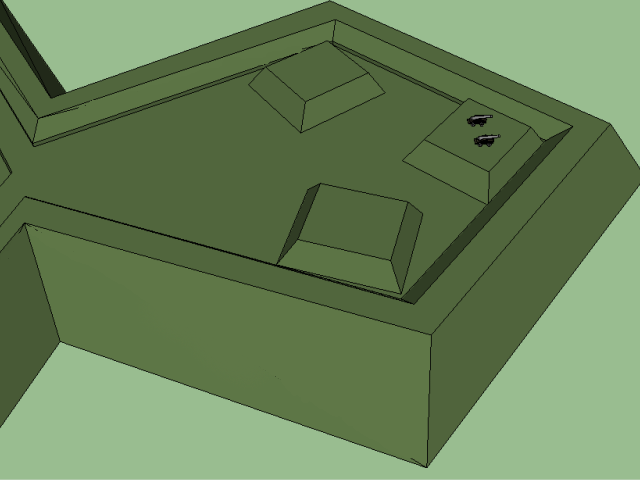
Katten op een bastion

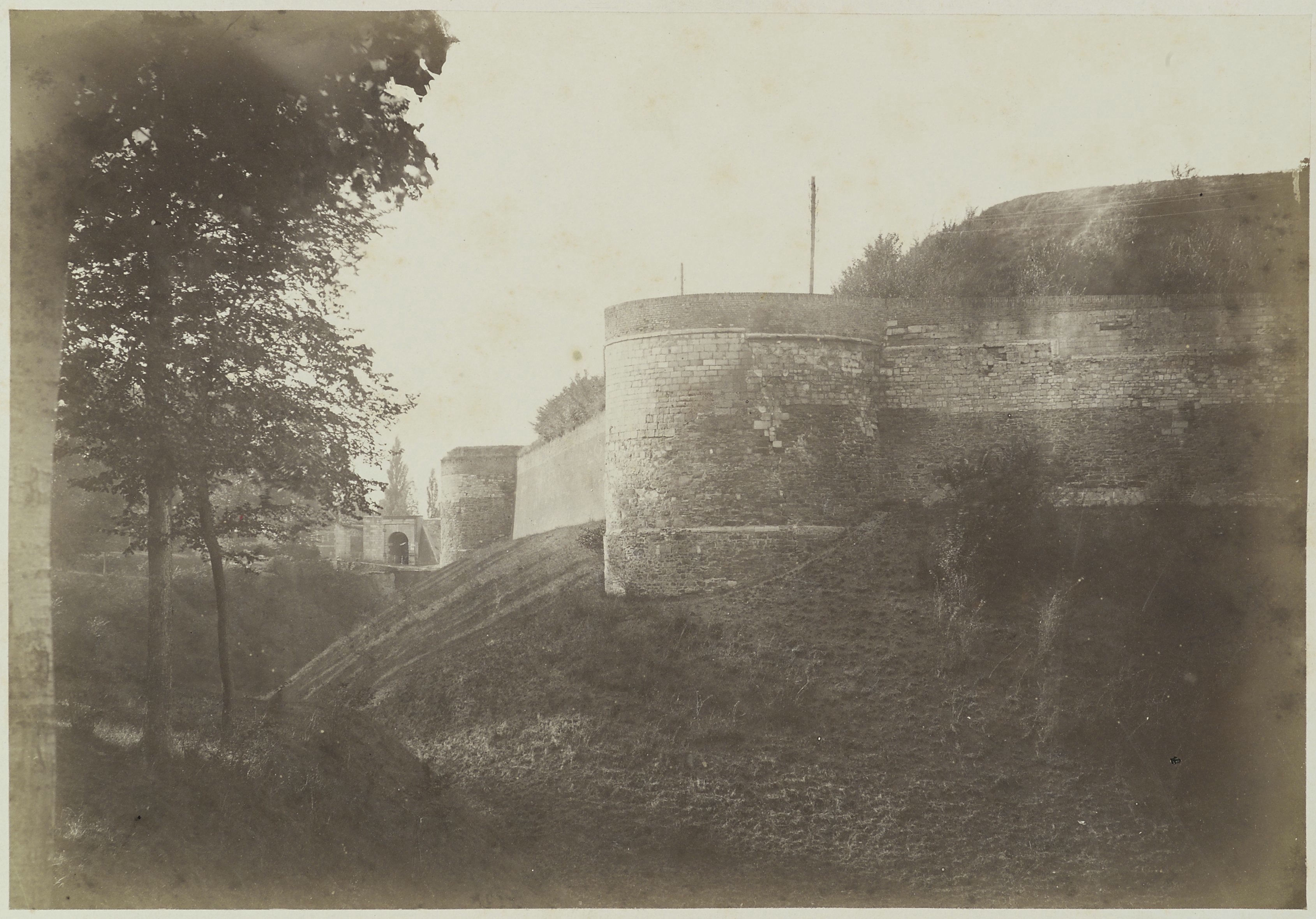
Maastricht: zicht op de tweede middeleeuwse stadsmuur en de kat Nassau

Een kat, ook wel: schietkat, katten of cavalier, is een vrijstaande, boven de wal uitstekende opstelplaats voor geschut. Deze opstelplaats kan variëren van een eenvoudig aarden platform, tot een volledig bastion. Meestal liggen de katten direct achter de stadsmuur, maar soms ook op een bastion, halve maan of ravelijn. Katten werden aangelegd om de buitenwerken van een vestingstad te kunnen dekken.